# El 19 de marzo y el 2 de mayo
El 19 de marzo y el 2 de mayo, concluida en julio de 1873 y publicada en ese mismo año, es la tercera entrega dentro de los diez volúmenes que componen la primera serie de los Episodios nacionales de Benito Pérez Galdós. Continúa con las aventuras de Gabriel de Araceli, protagonista de esta serie, que fue presentado en Trafalgar y cuyas peripecias folletinescas le sirven al autor para urdir una atractiva trama que envuelve el contenido histórico.
La acción se desarrolla entre Aranjuez y Madrid, y permite a Galdós hacer una minuciosa y reflexiva lectura del motín que finalmente llevaría al ministro Manuel de Godoy, a caer en desgracia. También se describe aquí la revuelta popular del 2 de mayo en Madrid, con vibrantes y heroicos episodios en los que participan Gabriel, su prometida y su tío, el revolucionario Juan de Dios y el párroco de Aranjuez, amigo de la familia. Ese juego político de ascensiones y caídas, de «héroes y villanos de alta y baja cuna», quedan definidas por una reflexión final que el autor pone en boca de Araceli, el protagonista de la serie:

Pasan años y más años; las revoluciones se suceden, hechas en comandita por los grandes hombres y por el vulgo, sin que todo lo demás que existe en medio de estas dos extremidades se tome el trabajo de hacer sentir su existencia.
Galdós (1873)